# Rudolf Wolters
Rudolf Wolters (3 de Agosto de 1903 - 7 de Janeiro de 1983) foi um arquitecto alemão e funcionário do governo, conhecido ela sua associação de longa data com o colega arquitecto e o oficial do Terceiro Reich, Albert Speer. Amigo e subordinado de Speer, Wolters recebeu os muitos documentos que foram contrabandeados da prisão de Spandau e entregues a Speer enquanto este estava ali preso, mantendo-os em sua posse até Speer ser libertado em 1966. Após a saída de Speer, a amizade foi desintegrando-se, com Wolters discordando fortemente com Speer que culpava Hitler e outros nazis pelo Holocausto judeu e pela Segunda Guerra Mundial; nunca mais se viram até à década anterior à morte de Speer em 1981.
Wolters, nascido no seio de uma família de classe média católica na cidade de Coesfeld, no norte da Alemanha, obteve o seu diploma e o seu doutoramento em Arquitectura pela Universidade Técnica de Berlim, criando uma estreita amizade com Speer enquanto estudante. Depois de receber o seu doutoramento, teve dificuldade em encontrar emprego antes da ascensão nazi do poder. De 1933 a 1937, trabalhou para a Deutsche Reichsbahn. Em 1937, Speer contratou-o como chefe de departamento, e Wolters depressa assumiu a grande responsabilidade pelo plano de Hitler para a reconstrução em larga escala de Berlim. Quando Speer se tornou ministro do Armamento e Produção de Guerra em 1942, Wolters mudou-se para seu departamento, permanecendo seu associado.
Após a acusação de Speer e a sua prisão por crimes de guerra, Wolters ficou ja seu lado. Além de receber e organizar as notas clandestinas de Speer de Spandau, que, mais tarde, serviria de base os seus para os livros de memórias, Wolters juntou dinheiro, discretamente, para a Speer. Esses fundos foram utilizados para apoiar a família de Speer e para outros fins, de acordo com as instruções que Wolters recebia de seu antigo chefe. Após a libertação de Speer em 1966, a sua amizade gradualmente deteriorou-se, até ao ponto em que os dois homens ficaram amargurados um com o outro que Wolters tornou públicos os documentos que demonstravam o conhecimento que Speer tinha acerca da perseguição dos judeus, em 1980.
Wolters esteve envolvido na reconstrução da Alemanha Ocidental após a Segunda Guerra Mundial, reconstruíndo a sua cidade natal, Coesfeld, entre muitos outros projectos. Wolters escreveu vários livros sobre arquitectura durante a guerra, bem como uma biografia de Speer.

## Livros em alemão
- Spezialist in Sibirien, Berlin: Wendt & Matthes Verlag, 1933.
- Die Neue Reichskanzlei : Architekt Albert Speer, with  Heinrich Wolff. Munich: Zentralverlag der NSDAP, 1940.
- Neue deutsche Baukunst, with Albert Speer.  Berlin: Volk und Reich, 1943.
- Albert Speer, Oldenburg: Stalling, 1943.
- Vom Beruf des Baumeisters, Berlin: Volk und Reich, 1944.
- Coesfeld Fragen und Antworten eines Städtebauers, Coesfeld: Kreisverwaltung, 1974.
- Stadtmitte Berlin, Tübingen: Wasmuth, 1978. ISBN 978-3-8030-0130-6